# 飯田かおり
飯田 かおり（いいだ かおり、1973年10月2日 - ）は、日本の女性声優。茨城県出身。トルバドール音楽事務所所属。血液型はO型。 

## 出演作品

### テレビアニメ
- Witch Hunter ROBIN（係員）
- スイスイ!フィジー!（ニコニコさん）
- 電光超特急ヒカリアン（トメ、富井みのる）
- 爆丸バトルブローラーズ ニューヴェストロイア（占い師）
- 爆転シュート ベイブレード2002（男子4、クラスメイトC、男の子A、子供1、ブレーダー2、場内アナウンス）
- HUNTER×HUNTER（第1作）（スパー、受付の女の子、アナウンス嬢）
- ポルフィの長い旅（女A）
- Bビーダマン爆外伝（こどもボン）
- モンチッチ（タヌタヌ）

### 劇場アニメ
- ハッピーカムカム（肉屋さん）

### 吹き替え（アニメ）
- Pinny-mu（プンク）

### ナレーション
- エル・ネット 視聴・活用方法
- 子育て100の答え
- 子供放送局
- 東武動物公園
- はねるのトびら
- 山口県立山口博物館 チャレンジプログラム
- 世界の日本人妻は見た!

### ボイスオーバー
- THEインジケーター
- 世界がもし100人の村だったら

### CM
- キリンタンディ
- シャンメリー

### 舞台
- 麒麟

### その他
- おとしぶみのすけ（りぼん）